# Bialetti
La Bialetti è stata un'azienda italiana produttrice di caffettiere.

## Storia
Alfonso Bialetti nel 1919 a Crusinallo, frazione di Omegna, nell'allora provincia di Novara (attuale provincia del Verbano-Cusio-Ossola), fondò l'omonima azienda, un'officina per la fusione in conchiglia dell'alluminio, lavorazione conto terzi, che restò attiva fino al 1927, quando chiuse l'azienda cedendola alla Alessi di Crusinallo. Riaprì un'altra attività per la fabbricazione della moka, inventata nel 1933 dallo stesso fondatore, che raggiunse la sua fama mondiale a partire dal 1947, quando Renato Bialetti, figlio di Alfonso, decise di avviarne l'esportazione: il prodotto riscosse lo stesso successo avuto nel decennio antecedente in Italia.

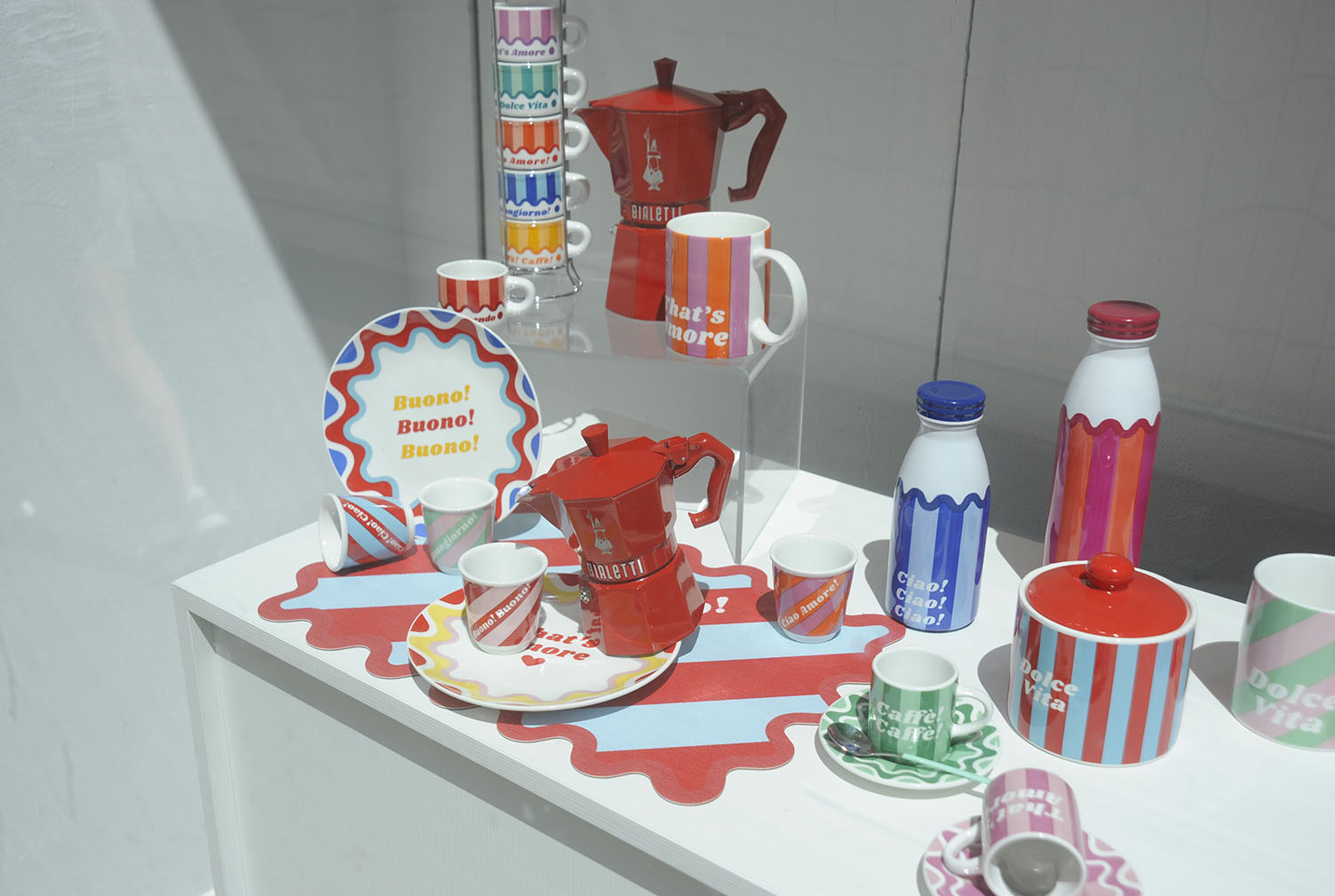
Vetrina prodotti Bialetti

Nell'immediato dopoguerra fu realizzato poi il nuovo modello di moka, che venne esposto alla Fiera di Milano nel 1948.
Gli anni cinquanta videro l'azienda effettuare importanti investimenti in campo pubblicitario; nel 1952
 venne creato il celebre Omino coi baffi, disegnato da Paul Campani, che dal 1958 divenne protagonista negli spot Bialetti di Carosello. Nel 1955 venne siglato un  accordo con la Nuova Faro di Omegna per la produzione di moka giocattolo.
Con la morte di Alfonso Bialetti, nel 1970, l'azienda fu totalmente gestita dal figlio Renato. A partire dagli anni settanta, per la Bialetti cominciarono i primi segnali di crisi, dovuti principalmente al calo di vendite, dovuto alla concorrenza dei produttori di caffettiere economiche che si svilupparono in quel periodo.
Nel 1986 la Bialetti, che aveva 200 dipendenti e un fatturato di 20 miliardi di lire, venne ceduta alla Faema, che ne rilevò l'intero capitale. Con la nuova proprietà avvenne la diversificazione delle attività produttive, con la realizzazione di piccoli elettrodomestici e macchine da caffè.
Nel 1993 l'azienda subì un nuovo cambio di proprietà e venne ceduta alla Rondine Italia, azienda di Coccaglio (BS) fondata nel 1947, di proprietà della famiglia Ranzoni, produttrice di strumenti per la cottura.
Nel 1998 la Bialetti si fuse con la Rondine, e si diede vita ad un nuovo gruppo, la Bialetti Industrie.
Nel nuovo Gruppo, Bialetti è il marchio più importante e quello meglio conosciuto dal pubblico, dimostrato dal fatto che uno studio del 2010 ha calcolato che il 90% delle famiglie italiane possiede una caffettiera di sua produzione.
Nell'aprile 2025 Nuo Capital, un fondo di Lussemburgo controllato da Stephen Cheng, ha firmato un accordo per l'acquisto del 78,567% delle azioni di Bialetti.